# Підлиманський заказник
Підлиманський — гідрологічний заказник місцевого значення. Об'єкт розташований на території Борівського району Харківської області, село Підлиман.
Площа — 43,1 га, статус отриманий у 1999 році.
Охороняється низинне надглибоке торфове болото на борівій терасі річки Оскіл. Болото акумулює та зберігає великі об'єми поверхневих вод, а своєрідний рослинний покрив захищає їх від випаровування. Болото є стабілізатором клімату, регулятором гідрологічного режиму, місцем поселення рідкісних видів тварин та зростання рідкісних видів рослин.